# Río Callejo
El río Callejo es un curso fluvial de Cantabria (España) perteneciente a la subcuenca hidrográfica del Calera y a la cuenca hidrográfica del río Asón, al cual afluye. Tiene una longitud de 6,187 kilómetros, con una pendiente media de 3,2º.